# Tower (Minnesota)
Tower es una ciudad ubicada en el condado de St. Louis en el estado estadounidense de Minnesota. En el Censo de 2010 tenía una población de 500 habitantes y una densidad poblacional de 56,55 personas por km².

## Geografía
Tower se encuentra ubicada en las coordenadas 47°48′57″N 92°16′30″O / 47.81583, -92.27500. Según la Oficina del Censo de los Estados Unidos, Tower tiene una superficie total de 8.84 km², de la cual 7.77 km² corresponden a tierra firme y (12.1%) 1.07 km² es agua.

## Demografía
Según el censo de 2010, había 500 personas residiendo en Tower. La densidad de población era de 56,55 hab./km². De los 500 habitantes, Tower estaba compuesto por el 94.6% blancos, el 0% eran afroamericanos, el 2.4% eran amerindios, el 0.6% eran asiáticos, el 0% eran isleños del Pacífico, el 0.2% eran de otras razas y el 2.2% pertenecían a dos o más razas. Del total de la población el 1.2% eran hispanos o latinos de cualquier raza.